# Galócák
A galóca (Amanita) nemzetséget a kalaposgombák (Agaricales) rendjébe tartozó galócafélék (Amanitaceae) családjába sorolják. A nemzetség mintegy 600 faja erdőben élő, a fákkal mikorrhizát képző gomba. A fiatal példányokat valamennyi faj esetében teljes burok borítja, amely a gomba növekedésével felreped, maradványai azonban a kifejlett gomba tönkjének tövén (bocskor, gallér) és gyakran kalapján is látszanak. A galócák lemezei mindig fehér színűek. Az Amanita elnevezés valószínűleg a kis-ázsiai Kilikia területén emelkedő Amanon-hegység nevéből ered.
Az Amanita nemzetség részét képezik a magyarul selyemgombának nevezett gallér nélküli fajok is, amelyeket korábban a különálló Amanitopsis nemzetségbe soroltak.
A nemzetség fajai között súlyosan mérgező és ehető gombák egyaránt akadnak: Európában a legtöbb gombamérgezést e gombák okozzák. Étkezési célra a biztosan ehető fajok is csak fokozott elővigyázatossággal és alapos gombaismeretek birtokában gyűjthetők!

## Életmódjuk
A galócák számos fafajjal képesek mikorrhizás életközösséget alkotni, leggyakoribb partnereik a lucfenyő (Picea abies), a vörösfenyő (Larix decidua) és a bükk (Fagus sylvatica).

## Mérgezésük
A nemzetség Phalloideae szekciójának több faja súlyosan mérgező amatoxinokat és fallotoxinokat tartalmaz, amelyek elsősorban a máj és a vesék működését állítják le, s emiatt gyakran okoznak halálos mérgezéseket. Magyarországon közülük a gyilkos galóca (A. phalloides), a fehér galóca (A. verna) és a hegyeskalapú galóca (A. virosa) fordul elő, míg Észak-Amerikában az A. bisporiga és az A. ocreata nevű rokon fajok élnek.

## Fontosabb fajok
- barna galóca (A. regalis)
- bíbor galóca (A. porphyria)

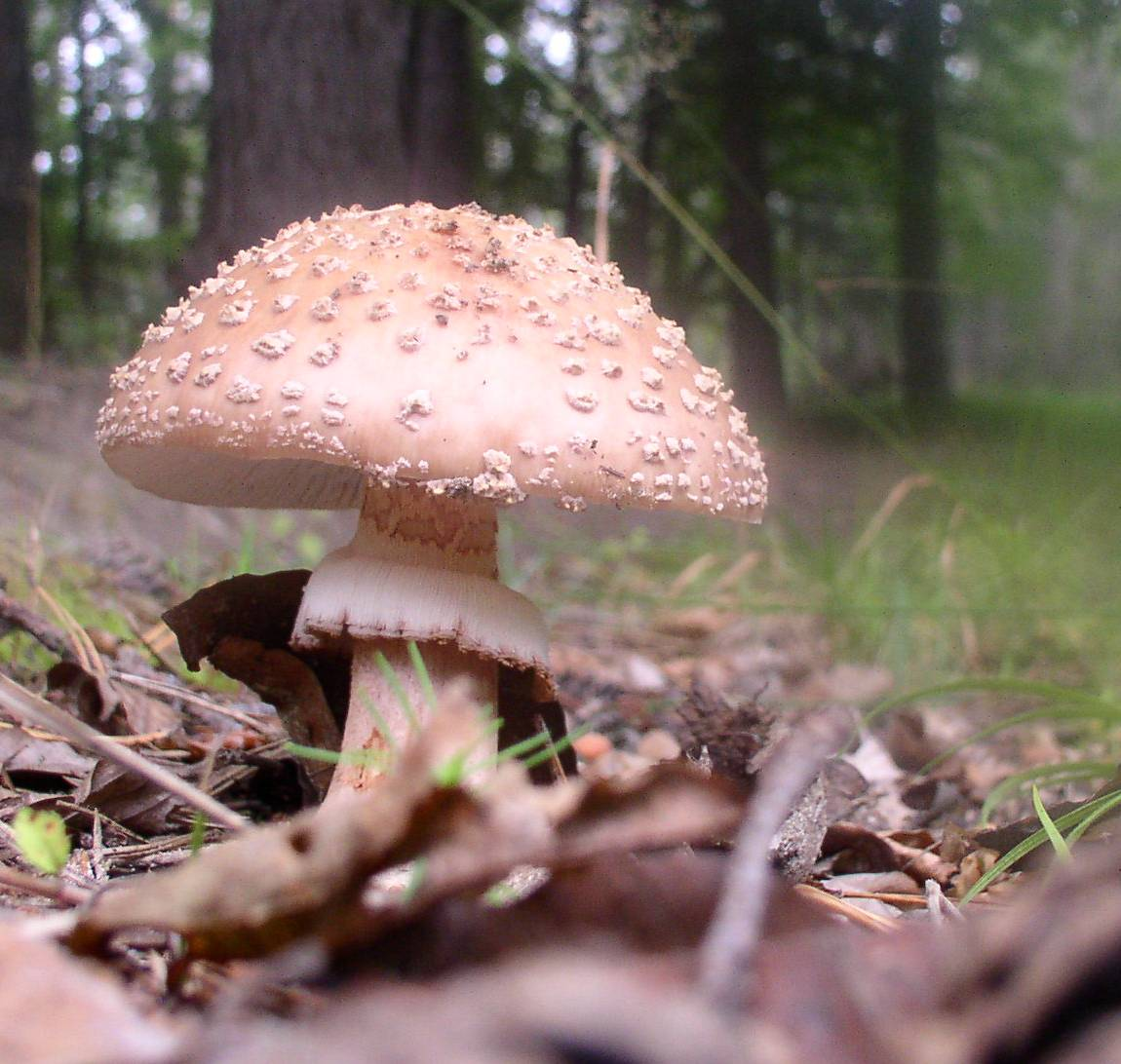
piruló galóca (A. rubescens)

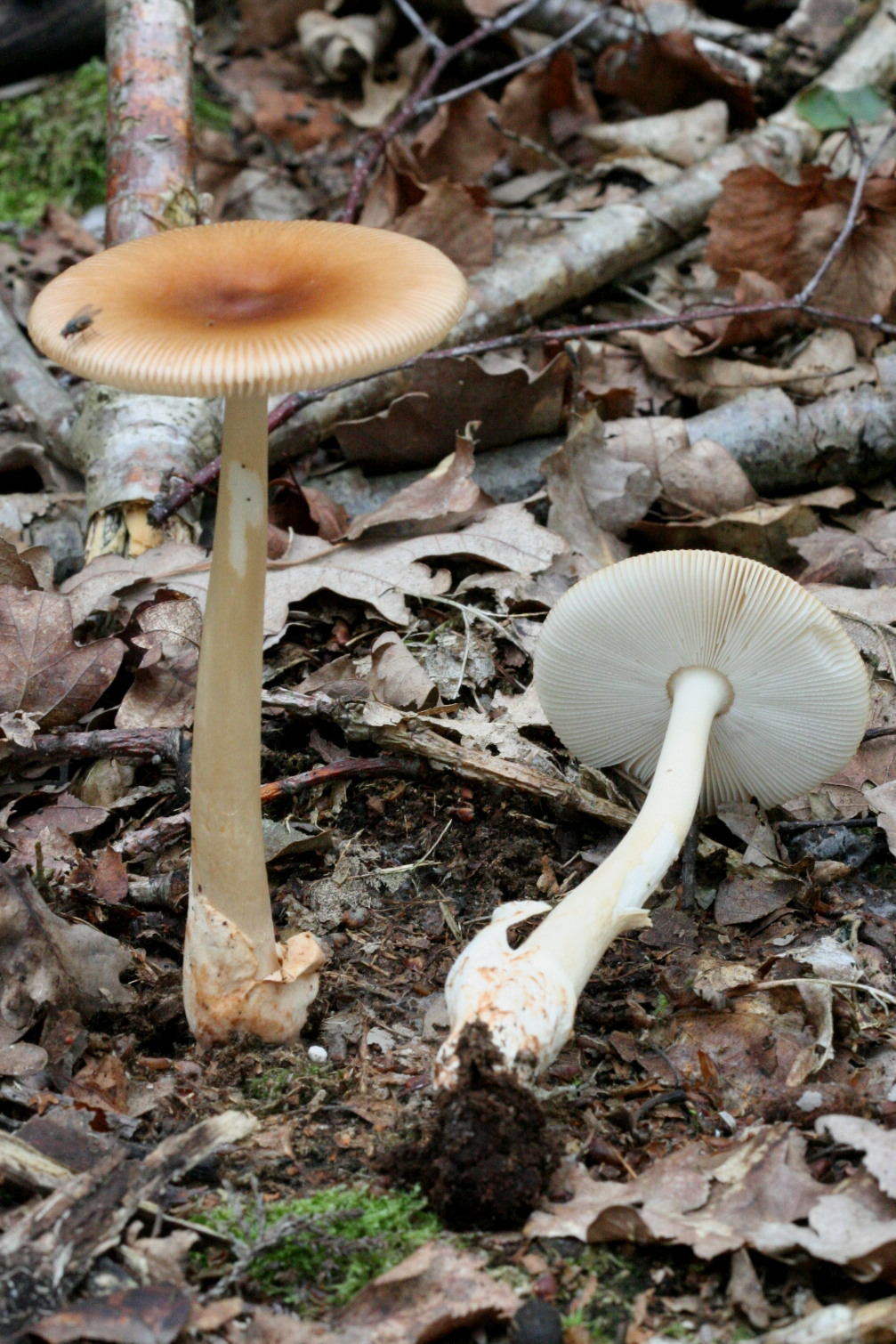
rőt selyemgomba (A. fulva)

- cafrangos galóca (A. strobiliformis)
- citromgalóca (A. citrina)
- császárgalóca (A. caesarea)
- érdes galóca (A. franchetii)
- fehér galóca (A. verna)
- fehér selyemgomba (A. alba)
- fésűsperemű galóca (A. eliae)
- gyilkos galóca (A. phalloides)
- hegyeskalapú galóca (A. virosa)
- légyölő galóca (A. muscaria)
- nagy galóca (A. ovoidea)
- narancsszínű selyemgomba (A. crocea)
- óriás selyemgomba (A. ceciliae)
- őzlábgalóca (A. vittadinii)
- párducgalóca (A. pantherina)
- piruló galóca (A. rubescens)
- rőt selyemgomba (A. fulva)
- sárga galóca (A. gemmata)
- sárgásbarna selyemgomba (A. umbrinolutea)
- szürke galóca (A. spissa)
- szürke selyemgomba (A. vaginata)

## Teljes fajlista
| - Amanita abietum - Amanita abrupta - Amanita abruptiformis - Amanita advena - Amanita aestivalis - Amanita afrospinosa - Amanita agglutinata - Amanita alauda - Amanita alba - Amanita albellus - Amanita albidannulata - Amanita albidoides - Amanita albofimbriata - Amanita alboflavescens - Amanita albofloccosa - Amanita albogrisescens - Amanita albopulverulenta - Amanita albosquamosa - Amanita alboverrucosa - Amanita albovolvata - Amanita alexandri - Amanita alliacea - Amanita alliodora - Amanita allostraminea - Amanita alnicola - Amanita alpina - Amanita altifissura - Amanita altipes - Amanita alutacea - Amanita amanitoides - Amanita ameghinoi - Amanita amici - Amanita aminoaliphatica - Amanita ampla - Amanita ananaecipitoides - Amanita ananiceps - Amanita angustilamellata - Amanita angustispora - Amanita anisata - Amanita annulalbida - Amanita annulatovaginata - Amanita antillana - Amanita aporema - Amanita arctica - Amanita arenaria - Amanita arenicola - Amanita areolata - Amanita argentea - Amanita arida - Amanita arkansana - Amanita armeniaca - Amanita armillariiformis - Amanita arocheae - Amanita asper - Amanita aspera - Amanita asperoides - Amanita asteropus - Amanita atkinsoniana - Amanita atrofusca - Amanita aurantiobrunnea - Amanita aurantiofulva - Amanita aurantiovelata - Amanita aurantisquamosa - Amanita aurea - Amanita aureofloccosa - Amanita aureomonile - Amanita auricula - Amanita australis - Amanita austrobulbosa - Amanita austro-olivacea - Amanita austrophalloides - Amanita austropulchella - Amanita austrostraminea - Amanita austroviridis - Amanita baccata - Amanita badia - Amanita bambra - Amanita barlae - Amanita basiana - Amanita basibulbosa - Amanita basii - Amanita basiorubra - Amanita battarrae - Amanita beckeri - Amanita beillei - Amanita bella - Amanita bellula - Amanita berkeleyi - Amanita bertaultii - Amanita bharatensis - Amanita bingensis - Amanita biovigera - Amanita bisporigera - Amanita bivolvata - Amanita bombycina - Amanita borneensis - Amanita breckonii | - Amanita bresadolae - Amanita bresadolana - Amanita brunneibulbosa - Amanita brunneiphylla - Amanita brunneistriatula - Amanita brunneoconulus - Amanita brunneofuliginea - Amanita brunneoocularis - Amanita brunnescens - Amanita bubalina - Amanita bulbosa - Amanita bulbosus - Amanita caesarea - Amanita caesareoides - Amanita calabarica - Amanita calochroa - Amanita calopus - Amanita calyptrata - Amanita calyptratoides - Amanita calyptroderma - Amanita campinaranae - Amanita candida - Amanita canescens - Amanita capensis - Amanita capnosus - Amanita carneiphylla - Amanita castanopsis - Amanita ceciliae - Amanita centunculus - Amanita chepangiana - Amanita chevalleri - Amanita chlorinosma - Amanita chlorophylla - Amanita chrysoblema - Amanita chrysoleuca - Amanita cinctipes - Amanita cinerascens - Amanita cinerea - Amanita cinereoannulosa - Amanita cinereoconia - Amanita cinereopannosa - Amanita circinata - Amanita circinatus - Amanita cistetorum - Amanita citrina - Amanita citrinoalbus - Amanita clarisquamosa - Amanita clelandii - Amanita clypeolaria - Amanita coacta - Amanita coccola - Amanita codinae - Amanita cokeri - Amanita cokeriana - Amanita colombiana - Amanita concentrica - Amanita conicobulbosa - Amanita conicogrisea - Amanita conicoverrucosa - Amanita constricta - Amanita coprina - Amanita cordae - Amanita corticelli - Amanita cothurnata - Amanita craseoderma - Amanita crassa - Amanita crassiconus - Amanita crassifoliata - Amanita crassipes - Amanita crassifoliata - Amanita crassipes - Amanita crassivolata - Amanita crebresulcata - Amanita crematelloides - Amanita crenulata - Amanita crocea - Amanita cruzii - Amanita cryptoleuca - Amanita cubensis - Amanita curta - Amanita curtipes - Amanita cyanopus - Amanita cygnea - Amanita cylindrispora - Amanita cylindrisporiformis - Amanita cystidiosa - Amanita decipiens - Amanita demissa - Amanita diemii - Amanita dolichosporus - Amanita dryophila - Amanita dumosorum - Amanita dunensis - Amanita dunicola - Amanita duplex - Amanita dyschromatus - Amanita eburnea | - Amanita echinocephala - Amanita echinulata - Amanita effusa - Amanita egregia - Amanita egreginus - Amanita elata - Amanita elegans - Amanita elephas - Amanita eliae - Amanita elliptosperma - Amanita elongata - Amanita elongatospora - Amanita erythrocephala - Amanita esculenta - Amanita eucalypti - Amanita excelsa - Amanita exitialis - Amanita farinacea - Amanita farinosa - Amanita fernandeziana - Amanita fibrillopes - Amanita flammeola - Amanita flavella - Amanita flavescens - Amanita flavipes - Amanita flaviphylla - Amanita flavivolva - Amanita flavoconia - Amanita flavofloccosa - Amanita flavorubens - Amanita flavorubescens - Amanita floccocephala - Amanita foetens - Amanita foetidissima - Amanita formicaria - Amanita forrestiae - Amanita fraterna - Amanita friabilis - Amanita fritillaria - Amanita frostiana - Amanita fuliginea - Amanita fuligineodisca - Amanita fuliginosa - Amanita fulvaurantia - Amanita fulvopulverulenta - Amanita fulvosquamulosa - Amanita fungites - Amanita furcata - Amanita fuscobrunnea - Amanita fusco-olivacea - Amanita fuscosquamosa - Amanita fuscostriata - Amanita gayana - Amanita gemmata - Amanita gemmifera - Amanita gilbertii - Amanita gioiosa - Amanita glabriceps - Amanita glutinosa - Amanita godeyi - Amanita goossensiae - Amanita gossypinoannulata - Amanita gracilenta - Amanita gracilior - Amanita grallipes - Amanita granulata - Amanita grauiana - Amanita grisea - Amanita grisella - Amanita griselloides - Amanita griseobrunnea - Amanita griseocastanea - Amanita griseoconia - Amanita griseofarinosa - Amanita griseoturcosa - Amanita griseovelata - Amanita griseoverrucosa - Amanita groenlandica - Amanita grossa - Amanita guzmanii - Amanita gwyniana - Amanita gymnopus - Amanita hamadae - Amanita hemibapha - Amanita herrerae - Amanita hesleri - Amanita heterochroma - Amanita hiltonii - Amanita hongoi - Amanita hortorius - Amanita hovae - Amanita huijsmanii - Amanita humboldtii - Amanita hunanensis - Amanita hygroscopica - Amanita hyperborea |